# Taboão da Serra
Taboão da Serra is een gemeente in de Braziliaanse deelstaat São Paulo. De gemeente telt 227.343 inwoners (schatting 2009).

## Aangrenzende gemeenten
De gemeente grenst aan Cotia, Embu das Artes en São Paulo.